# Мак Хіен Тонг
Мак Хіен Тонг (д/н—1546) — 3-й імператор Дайв'єту з династії Мак в 1540—1546 роках.

## Життєпис
Син імператора Мак Данг Зоаня та представниці клану Фам. Народився в селі Чаозуй в повіті Біньха. При нраодженні звався Пхук Хай. 1540 року після смерті батька став імператором, але фактичну владу мав його дід Мак Данг Зунг. Лише після смерті останнього 1541 року став повновладним імператором, але лише офіційно. Фактично почалася боротьба між декількоками придворними групуваннями: Нгуєном Кінєм з Шонтаю, стрийком імператора Мак Тьінь Чунгом та полководцями південних провінцій (Шоннай і Тхайбінь) Ле Ба Лі та Нгуєном Кхай Кхангом..
Доволі швидко за підтримки матері імператора найбільшої політичної ваги набув Нгуєн Кінь (був коханцем імператриці-удовиці) за підтримки стриєчного брата імператора — вионга Мак Кінь Діен (був зятем Нгуєн Кіня). Також за деякими повідомленнями Нгуєн Кінь був коханцем матері Мак Хіен Тонга. 1542 року відправив посольство на чолі ізНгуєн Дієн кінем до Китаю для передачи символічної дані. натомість отримав підтвердження на посаді дутунши (губернатора Аннаму (так вкитайських офіційних документах називався Дайв'єт). До 1545 року Мак Хіен Тонг щорічно відправляв посольства до мінського двору.
Війська династії Мак зазнали декількох поразок від вірних династії Ле військ. В результаті останні повністю підкорили області на південь від Донг Кіня.
1546 року внаслідок хвороби раптової помер. В державі почалася нова боротьба за владу. В результаті було оголошено двох імператорів — 5-річного Мак Фук Нгуєна (старшого сина Мак Хіен Тонга) в столиці Донг Кінь та Мак Чінь Чунга (сина Мак Данг Зунга) в Хингняні.